# بخش یاموناناگر
بخش یاموناناگر (به انگلیسی: Yamunanagar district) یک منطقهٔ مسکونی در هند است که در بخش آمبالا واقع شده‌است. بخش یاموناناگر ۱٬۷۵۶ کیلومتر مربع مساحت و ۱٬۲۱۴٬۲۰۵ نفر جمعیت دارد.